# Problemi irrisolti in matematica
La storia della matematica è stata sempre costellata dalla questione dei problemi irrisolti, vale a dire quelle congetture e domande delle quali non solo non si conosce la risposta, ma che sembrano sfide inattaccabili con i mezzi dell'indagine matematica dell'epoca in cui sono proposte. La loro soluzione, avvenuta a volte a distanza di secoli, si è spesso dimostrata in grado di schiudere nuovi orizzonti allo sviluppo del pensiero matematico, richiedendo, a volte, l'inquadramento del problema in un contesto matematico diverso da quello della formulazione originaria.

## Storia
I problemi aperti hanno sempre rivestito una grande importanza in matematica, contribuendo a segnarne la storia, dal momento che le domande poste in questa categoria di problemi "a volte [...] illuminano sviluppi futuri di questa disciplina". Ma l'efficacia di questa precognizione prospettica è spesso contraddetta da una constatazione che proviene proprio da considerazioni storiche e retrospettive: la storia della matematica, infatti, insegna come la soluzione di problemi aperti sia avvenuta, molto spesso,  attraverso approcci e sviluppi inattesi e imprevedibili all'epoca della loro formulazione, o, a volte (come nel caso dell'ultimo teorema di Fermat, nato in un contesto che si potrebbe definire di aritmetica "euleriana"), attraverso collocazione in un diverso ambito specialistico. 
Sono numerosi gli esempi di questa inefficacia predittiva sulle future strade intraprese dai progressi del sapere matematico: tra questi, vi sono le soluzioni delle note questioni sulla duplicazione del cubo e sulla trisezione dell'angolo con riga e compasso, problemi che hanno resistito per millenni prima che si avesse familiarità con nuove tecniche e prima che si individuasse il giusto contesto matematico in cui andava collocata la ricerca della loro soluzione (risolta con un'impossibilità). Quest'ultimo, infatti, risulta essere spesso molto diverso da quello in cui il problema si collocava in origine.
Molto feconda si è mostrata, poi, in alcuni casi, una soluzione di tipo "negativo", attraverso la dimostrazione dell'impossibilità del risultato prospettato dal quesito. Ne sono esempi notevoli i due grandi problemi aperti lasciati  in eredità dalla matematica greca: la duplicazione del cubo e  l'indipendenza del quinto postulato di Euclide (il cosiddetto "assioma delle parallele") nell'ambito dello schema di postulati geometrici sistematizzati negli Elementi di Euclide. La soluzione di quest'ultimo ha richiesto la scoperta che esistono le cosiddette geometrie non euclidee, nel quale il quinto postulato non è soddisfatto, che hanno aperto nuove strade allo studio e alla comprensione della matematica, con lo studio delle geometrie in base al loro gruppo di simmetrie.
Lo studio della quadratura del cerchio, invece, ha portato alla distinzione tra numeri algebrici e numeri trascendenti, che investe sia l'algebra astratta sia l'analisi matematica, visto che la dimostrazione della trascendenza di pi greco ha richiesto strumenti e metodi del calcolo infinitesimale.
A dispetto della profondità delle questioni soggiacenti, e delle tecniche matematiche che ne permettono la "trattabilità", molti problemi aperti ammettono una formulazione in termini assai elementari e di estrema semplicità, accessibile anche alla comprensione di un profano della materia: esempi di queste formulazioni elementari sono i già citati problemi di costruzione con riga e compasso, a cui si possono aggiungere altri, come la congettura di Goldbach, concernente forme di regolarità nella distribuzione dei numeri primi, oppure il teorema dei quattro colori, o il celebre ultimo teorema di Fermat. 

### Problemi proposti per il XX secolo
Proprio per gli effetti che tali problemi possono avere sullo sviluppo futuro dello studio della matematica, a volte si è ritenuta utile la compilazione di liste per individuare questioni giudicate molto significative. Un esempio celebre è quello dei problemi di Hilbert, una lista di 23 questioni irrisolte compilata da David Hilbert e proposta, nell'estate del 1900, alla comunità matematica internazionale riunitasi in occasione del Congresso internazionale dei matematici di Parigi. La presenza dei problemi di Hilbert si è riverberata sulla storia della matematica fin oltre il secolo XX.
Altro esempio novecentesco è costituito dai Problemi di Landau proposti nel 1912 da Edmund Landau. Celebri sono poi i problemi del cosiddetto Libro scozzese, una raccolta di questioni matematiche e problemi matematici irrisolti (soprattutto nel campo dell'analisi funzionale) compilata negli anni trenta del Novecento durante riunioni conviviali di professori e studenti della celebre Scuola matematica di Leopoli, in Polonia, un cenacolo culturale che annoverava figure di eminenti matematici, come Stefan Banach, Stanisław Ulam, Alfred Tarski, Hugo Steinhaus, Stanisław Mazur, Juliusz Paweł Schauder e numerosi altri.

### XXI secolo
La sfida si è ripetuta all'approssimarsi dell'inizio del XXI secolo, quando, anche su impulso dell'Unione matematica internazionale, per il tramite di Vladimir Igorevič Arnol'd, è stata suggerita la redazione di liste analoghe a quella di Hilbert, da sottoporre all'attenzione del Congresso internazionale di matematica dell'anno 2000, dichiarato dall'ONU anno internazionale della matematica. 
Tra le liste prodotte per il XXI secolo vi sono i problemi di Smale, proposti da Stephen Smale, medaglia Fields e premio Wolf per la matematica. Altro esempio famoso è la lista dei problemi per il millennio formulata dall'Istituto matematico Clay, alla soluzione di ognuno dei quali è legato un munifico premio (1 milione di dollari statunitensi) promesso dalla stessa Fondazione Clay.

## Esempi notevoli
Questa sezione contiene alcuni tra i più significativi problemi che sono stati proposti come sfida alla comunità matematica, e sono stati classificati, per un tempo più o meno lungo, o lo sono tuttora, tra le questioni irrisolte della storia della matematica.

### Problemi di Hilbert
I Problemi di Hilbert costituiscono uno degli esempi più celebri: è una lista di 23 problemi matematici, stilata da David Hilbert, dieci dei quali furono presentati l'8 agosto 1900 nel corso della conferenza da lui tenuta al Congresso internazionale dei matematici svoltasi a Parigi.
Alcuni dei problemi di Hilbert trovarono soluzione negli anni successivi, spesso dopo aver resistito a lungo agli attacchi dei matematici: la ricerca di soluzioni a questi problemi ha avuto un notevole impatto sullo sviluppo della matematica tra XX e XXI secolo.

### I problemi della scuola matematica di Leopoli

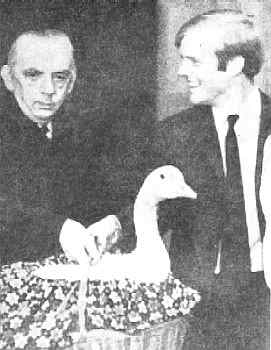
Per Enflo (a destra) riceve un'oca viva da Stanisław Mazur, nel 1972, premio promesso negli anni trenta per la soluzione del problema 153 del Libro scozzese.

I problemi del cosiddetto Libro scozzese ebbero origine nell'ambito della celebre Scuola matematica di Leopoli, in Polonia, a cui si devono fondamentali sviluppi nell'analisi funzionale attraverso eminenti figure di matematici, come Stefan Banach, Stanisław Ulam, Alfred Tarski, Hugo Steinhaus, Stanisław Mazur, Juliusz Paweł Schauder, e numerosi altri. Il nome della raccolta deriva da quello del Caffè scozzese, il locale che fu sede delle riunioni informali di studenti e professori che animarono il celebre sodalizio scientifico.

### I problemi per il millennio
I sette problemi per il millennio, indicati nel 2000 dall'Istituto matematico Clay, sono:
- P contro NP
- Congettura di Hodge
- Congettura di Poincaré (risolta negli anni '60 per dimensioni superiori a 4; 1982 per il caso quadridimensionale; 2002 per il caso in tre dimensioni)
- Ipotesi di Riemann
- Teoria di Yang-Mills
- Equazioni di Navier-Stokes
- Congettura di Birch e Swinnerton-Dyer

### Famosi problemi irrisolti
- Congettura dei numeri primi gemelli
- Determinazione del numero di quadrati magici di ordine {\displaystyle n}
- Congettura di Gilbreath
- Congettura di Goldbach
- I valori di {\displaystyle g(k)} e {\displaystyle G(k)} nel problema di Waring
- Congettura di Erdős sulle progressioni aritmetiche
- Congettura di Erdős-Gyárfás
- Congettura di Erdős-Straus
- Congettura di Toeplitz
- Cuboide perfetto
- Sedicesimo problema di Hilbert
- Problemi di Landau
- Problema di Brocard
- Problema di Galois inverso
- Problema limitato di Burnside
- Problema del divano
- Congettura di Polignac
- Problema generalizzato dell'altezza star
- Congettura di Collatz
- Congettura di Schanuel
- Congettura abc
- Trovare una formula per la probabilità che due elementi scelti casualmente generino il gruppo simmetrico {\displaystyle S_{n}}
- Dimostrazione dell'infinità dei numeri primi di Mersenne (congettura di Lenstra-Pomerance-Wagstaff) o, in modo equivalente, dimostrazione dell'infinità dei numeri perfetti
- Esistenza di infiniti primi regolari
- I numeri primi regolari sono circa {\displaystyle e^{-{\frac {1}{2}}}} di tutti i numeri primi (percentuale pari a circa il 61%)
- Esistenza di infiniti primi di Cullen
- Dimostrazione dell'infinità dei primi palindromi in base 10
- Esistenza di numeri perfetti dispari
- Esistenza di numeri fatidici dispari
- Esistenza dei numeri lievemente abbondanti
- Esistenza di infinite quadruple di primi
- Esistenza di un numero quasi perfetto
- Esistenza di infiniti numeri primi di Sophie Germain
- Esistenza di un numero di Wall-Sun-Sun
- Modellizzazione dei mergers dei buchi neri
- Qual è il più piccolo numero di Riesel?
- Qual è il più piccolo numero di Sierpiński?
- Ogni numero di Fermat è composto per {\displaystyle n>4}?
- La costante di Eulero-Mascheroni è irrazionale?
- Ogni gruppo di torsione a presentazione finita è finito?

### Problemi risolti di recente
Quelli che seguono sono esempi di "problemi aperti" che hanno resistito a lungo alla ricerca di soluzione, prima che venissero risolti a partire dagli ultimi decenni del XX secolo:
- Teorema di Green-Tao, 2004
- Congettura di Poincaré (anni '60 per dimensioni superiori a 4; 1982 per il caso quadridimensionale; 2002 per il caso in tre dimensioni)
- Teorema di Mihăilescu, 2002
- Teorema di Taniyama-Shimura, 1999
- Congettura di Keplero, 1998
- Ultimo teorema di Fermat, 1994
- Teorema di de Branges, 1984
- Teorema dei quattro colori, 1977
- Congettura debole di Goldbach, 2010